# Helene Fleischer
Helene Fleischer, född den 11 juni 1899 i Leumnitz, Gera, död den 26 juni 1941 i Stadtroda, var en tysk politiker (kommunist).

## Biografi
Fleischer var textilarbetare till yrket och anslöt sig 1919 till SPD och gick 1923 med i kommunistpartiet.
Hon var ledamot i Thüringens lantdag och i den tyska riksdagen 1931-1932. Hon var också medlem i den tyska motståndsrörelsen.